# Coacalco, Xicotlán
Coacalco är en ort i Mexiko.   Den ligger i kommunen Xicotlán och delstaten Puebla, i den sydöstra delen av landet, 160 km söder om huvudstaden Mexico City. Coacalco ligger 715 meter över havet och antalet invånare är 519.
Terrängen runt Coacalco är huvudsakligen kuperad. Coacalco ligger nere i en dal. Runt Coacalco är det ganska glesbefolkat, med 27 invånare per kvadratkilometer. Närmaste större samhälle är Acaxtlahuacán de Albino Zertuche, 14,6 km öster om Coacalco. I omgivningarna runt Coacalco växer huvudsakligen savannskog.